# Los Bravos
Los Bravos fue un grupo español de música rock nacido en los años 60. Se trata de una de las pocas bandas de rock en  español que han tenido repercusión internacional, debido a que el primer LP está grabado en inglés y gracias sobre todo a sus dos grandes éxitos «Black Is Black» (1966) y «Bring a Little Lovin' (1968).
La buena pronunciación en lengua inglesa del carismático cantante, el alemán Michael Volker Kogel (desde su separación de Los Bravos en 1969 conocido como Mike Kennedy), fue una de las principales bazas con las que contó el grupo a la hora de «exportar» sus canciones, así como la presencia escénica y su poderosa voz, que al público estadounidense le recordaba a la de Gene Pitney, otra estrella rock del momento.

## Historia

### Nacimiento
El grupo se creó en 1965, tras el encuentro en la discoteca Jaima en Cala Mayor (Palma de Mallorca) de miembros de Los Sonor, grupo de Madrid en el que militaban el guitarrista Antonio Martínez y el teclista Manuel Fernández Aparicio, y de Mike and The Runaways, que tras su estancia y experiencias musicales en Alemania desde noviembre de 1964 regresaban a Mallorca en julio de 1965. El grupo liderado por Kogel tenía en sus filas al bajista Miguel Vicens y al batería Pablo Sanllehí.
Esta nueva formación mantuvo el nombre de Los Sonor, hasta que Manolo Díaz, que había sido miembro de la anteriormente mencionadan impresionado por la voz y la personalidad de Mike, habló de ellos al mánager y productor suizo Alain Milhaud. Este, que era director artístico de Discos Columbia, aceptó representarlos y negoció un contrato discográfico con la propia Columbia. El grupo iba a contar con canciones escritas por el propio Díaz.

### Bautizo
Acerca del origen del nombre del grupo existen varias teorías. Una leyenda generalizada es que Tomás Martín Blanco, en su programa de radio "El Gran Musical", que se hacía ante el público, decidió buscarles uno por votación popular. Gustaron tanto que al terminar su actuación el público entusiasmado gritaba "¡Bravo!" y decidieron llamarse "Los Bravos".
La versión oficial fue que al final de la emisión del programa del 13 de marzo de 1966 desde el Teatro Zarzuela, una de las fanes ganó el concurso porque se le "ocurrió" el nombre de "Bravos".
La verdad, de acuerdo con José Ramón Pardo (página 91), es que la discográfica ya tenía decidido ese nombre desde mucho antes, por ser una palabra fácil de identificar tanto en España como en el extranjero. La primera canción del grupo tenía, curiosamente, un título muy apropiado: "No sé mi nombre" (grabada en inglés con el título de "I want a name").

### Guerra con Los Pasos
De acuerdo con Pardo, Los Pasos entraron al estudio para grabar su nuevo disco, "La moto", que les había escrito Díaz. Por casualidad, este también estaba a punto de grabar su primer disco en solitario, también producido por Milhaud, que le pidió que prohibiese la edición de la canción por Los Pasos antes de que saliera al mercado la versión de Los Bravos, pues la legislación editorial permite a un autor impedir la primera publicación de una canción, si bien pierde ese derecho una vez editada por cualquier artista. Se trata, según Pardo, de la primera batalla editorial de la historia de la música pop española.
Al final salió antes la versión de Los Bravos, pero Hispavox reaccionó rápidamente e inundó radios y tiendas con la versión de Los Pasos. Finalmente la versión de Los Bravos logró imponerse hasta el número 1 en las listas de éxitos del pop español.

### "Black Is Black" y otros éxitos
Su mayor éxito les llegó en 1966, con la canción Black Is Black, que fue un éxito internacional (llegó al número 2 de la lista de ventas del Reino Unido y al número 4 en Estados Unidos). Dicha canción fue versionada al francés e interpretada por Johnny Hallyday con el nombre de "Noir c´est noir".
El otro éxito internacional del grupo fue "I Don't Care" (especialmente en el Reino Unido, donde alcanzó el número 16 en la lista de ventas).
En 1967 participaron en el XXI Festival de Sanremo con la canción italiana "Uno come noi", pero no se clasificaron para la final.
Otros éxitos de la banda fueron Bring a Little Lovin'  (tema de los australianos Easybeats que da título a la película protagonizada por el grupo ¡Dame un poco de amooor...! y último éxito en EE. UU.), "Los chicos con las chicas" ("Down, Down", en su versión en inglés, que da título a la película homónima también protagonizada por el grupo) y la ya mencionada "La moto" ("Baby Believe Me" en su versión anglosajona).
Su fulgurante y efímero éxito mundial incluye la grabación de un jingle para un anuncio de Coca-Cola en los EE. UU.

### ¿Tocaban realmente en las grabaciones de Londres?
De acuerdo con sendos libros de Ángel Casas y José Ramón Pardo (página 96) y con las declaraciones de los componentes del grupo, Los Bravos no tocaban sus instrumentos en las grabaciones realizadas en Londres, exceptuando el caso de la grabación de la canción "La moto", ilegalmente realizada aprovechando un receso fuera del estudio de los músicos contratados. Según ellos, en temas como "Black Is Black" solo la voz de Mike y los coros de Toni y de Miguel aparecen en la grabación, mientras que el resto de los instrumentos fueron grabados por otros músicos de estudio londinenses como consecuencia y a tenor de las condiciones impuestas por los sindicatos de músicos de aquella época en Londres. Casas llega incluso a dar más detalles, al afirmar que entre los músicos que intervinieron en aquella sesión estaba el más tarde famoso Jimmy Page. En un programa matinal de RNE del 18 de abril de 2010, el mismo Mike confirmaba la participación de Page en "Black Is Black".

### 1968 y 1969, punto de inflexión
En 1968 y 1969 sucedieron dos hechos que marcaron traumáticamente el desarrollo posterior del grupo: el suicidio de Manolo Fernández y la marcha del grupo de Mike Kogel para iniciar su carrera en solitario con un nuevo nombre artístico: Mike Kennedy.
La muerte de Manolo fue especialmente trágica, ya que fue motivada por el sentimiento de culpa tras fallecer Lotty Rey (Loti Beatriz Rey), recientemente convertida en su esposa, en un accidente de coche en Mallorca, en el que él era el conductor. Ya había intentado suicidarse en otra ocasión tras el accidente.
Para sustituir al organista se decidió hacer un montaje similar al que se organizó para dar nombre al grupo. Se buscó un nuevo organista, Peter Solley, y este debutó con Los Bravos encapuchado. Además, se convocó un concurso entre los seguidores del grupo: aquel que acertase el nombre del nuevo organista iba a acompañar a Los Bravos en una gira.
De acuerdo con Pardo, el día de la presentación en Madrid se organizó una persecución de coches. "El montaje es tan burdo y explota tan descaradamente el trágico final de Manolo que el rechazo es casi unánime", afirma el escritor.
Solley abandonó el grupo al poco tiempo, siendo sustituido por Jesús Glück.
En cuanto a Michael Kogel, fue sustituido por Bob (Robert) Wright y, más tarde, por Anthony Anderson, hermano del vocalista del grupo Yes, Jon Anderson. Aunque también le hicieron una prueba a Jesús de la Rosa Luque (futuro fundador y compositor de Triana ) haciendo incluso  alguna actuación, pero al final fue descartado. 
De esta etapa destaca el éxito “People Talking Around“. Finalmente en 1971 la primera etapa del grupo llegó a su fin.
Entre 1971 y 1974 Tony Martinez encabezó un nuevo grupo bajo el nombre de Los Bravos.

### Reuniones posteriores
Los Bravos se han reunido en varias ocasiones para giras y grabaciones de discos, desde 1975 y hasta 2002, y en varias ocasiones han contado con la presencia de Mike. La primera fue una reunión entre 1975 y 1976, con Mike Kennedy, Tony Martínez, José Romero, José Manuel Arria e Iván "El Gordo" Marcano. De esta etapa destaca el éxito “Never, Never, Never“. En febrero de 1976, Los Bravos participaron en la preselección española para Eurovisión 1976 con los temas "Dios Bendiga la Música" y "Nunca, Nunca, Nunca" (versión en español de “Never, Never, Never“), sin conseguir el triunfo.
La segunda reunión tuvo lugar entre 1986 y 1987, con Mike Kennedy, Tony Martínez y Miguel Vicens. De esta reunión salió el álbum Los Bravos Forever. Veinte años de historia, consistente en versiones modernizadas de sus antiguos temas.
Una tercera reunión tuvo lugar en el año 2000 en Santañí (Baleares) a raíz de la preparación del libro de Guzmán Alonso "Los Bravos, recuerdos de una leyenda", y tras diversas gestiones que después nos cuenta su autor, se propició este singular encuentro en Mallorca en agosto de 2000: "El 27 de agosto, los viejos Bravos improvisaban una actuación inédita: Pablo Sanllehí, Miguel Vicens, José Romero, Toni Obrador, Joan Bibiloni, Mike Kögel, Robert Wright, Anthony Anderson, tocaban ante sus amigos y aquellos que llegaban, en la terraza de la Cafetería Santañí, propiedad de Miguel Vicens. Algunos de ellos nunca habían tocado juntos y otros superaban la veintena de años sin hacerlo. Fue una gran fiesta" (Guzmán Alonso). 
La cuarta reunión, que abarca desde 2003 hasta 2008, también contó con la presencia de Mike junto a la de Miguel Vicens, Pablo Sanllehí, Fernando Blanco y Francisco Beltrán. 
A partir de 2010, Los Bravos vuelven a reunirse, con la siguiente formación: Ari Seur, Toni Díaz, Miguel Vicens y Pablo Sanllehí.
En 2015, el grupo reeditó y produjo una versión de "Black Is Black" con la voz de Mike Kennedy y arreglos más efusivos, incluso con notas de piano y guitarra eléctrica más marcada que en el sencillo original de los 60's, deleitando tanto a quienes oyeron la versión de aquel tiempo, como a las nuevas generaciones. Dicha reunión fue seguida por nuevas actuaciones en directo.
En 2019, Quentin Tarantino, elige la canción "Bring a Little Lovin'" para promocionar el tráiler de la película Once Upon a Time in Hollywood. Además, la canción fue incluida en la Banda Sonora Original de la película. Aprovechando la nueva ola de popularidad consiguiente, Los Bravos anunciaron en 2019 una nueva reunión compuesta por Miguel Vicens, Pablo Sanllehí y los nuevos integrantes Sergi Tomás, Marc Grimalt, Bruce Game, Joan Prohens y Jaume Amengual. Dicha nueva formación debutó en los escenarios en enero de 2020. No obstante, esta nueva reunión del grupo causó la molestia de Mike Kennedy.

## Miembros
Los miembros originales (entre 1965 y 1968) fueron:
- Michael Volker Kogel "Mike Kennedy" (Berlín, 25 de abril de 1944): voz.
- Antonio "Tony" Martínez Salas (Madrid, 3 de octubre de 1944 - Colmenar Viejo, 19 de junio de 1990):[2] guitarra eléctrica.
- Manuel "Manolo" Fernández Aparicio (Sevilla, 29 de septiembre de 1942 - Madrid, 20 de mayo de 1968): teclados.
- Miguel Vicens Danús (Ferrol, La Coruña, 21 de junio de 1943 - Palma de Mallorca, 12 de febrero de 2022):[11] bajo eléctrico.
- Pablo Sanllehí Gómez (Barcelona, 5 de noviembre de 1943): batería.

Posteriormente, en sus diferentes formaciones, el grupo estuvo conformado por:
- Michael Volker Kogel "Mike Kennedy" (Berlín): voz (1968-1969; 1975-1976; 1986-1987; 2000; 2003-2008; 2015)
- Antonio "Tony" Martínez Salas (Madrid): guitarra eléctrica. (1968-1976; 1986-1987)
- Miguel Vicens Danús (Ferrol): bajo eléctrico. (1968-1971; 1986-1987; 2000; 2003-2008; 2010; 2015; 2020)
- Pablo Sanllehí Gómez (Barcelona): batería (1968-1971; 2000; 2003-2008; 2010; 2020)
- Peter Solley (Londres, Inglaterra, Reino Unido, 19 de octubre de 1948): teclados (1968)
- Jesús Glück (Valencia, 16 de julio de 1941 - Madrid, 24 de enero de 2018):[12] teclados (1968-1971)
- Robert 'Bob' Wright: voz (1969)
- Anthony 'Tony' Anderson (Accrington, Lancashire, Reino Unido, 1941): voz, armónica (1969-1971)
- Ari Leeonx (París, Francia): voz (1974-1975)
- José Romero (Caracas): guitarra eléctrica (1975-1976)
- José Manuél Arria (Caracas): bajo eléctrico (1975-1976)
- Ivan "El Gordo" Marcano  (Caracas):  batería (1975-1976)

## Discografía
- Black Is Black (1966).
- Los chicos con las chicas (1967).
- Dame un poco de amor (1968).
- Ilustrísimos Bravos (1969).
- Los Bravos Forever. Veinte años de historia (1986).

## Filmografía
- Los locos Bravos (Joaquín Parejo Díaz, 1966, cortometraje).
- Los chicos con las chicas (Javier Aguirre, 1967).
- ¡Dame un poco de amooor...! (José María Forqué y Francisco Macián, 1968).
- Los Bravos cantan.
- El irreal Madrid (Valerio Lazarov, TVE - 1969).
- Amor y simpatía (Luis Enrique Torán, 1969, cortometraje).

## Versiones
- En 1978, el grupo de heavy metal inglés Judas Priest, incluyó en su disco "Stained Class" una versión del tema "Better by you, better than me". (Todo el mundo lo sabe).
- En 1979, el músico y productor francés Marc Cerrone, incluyó en su disco "Love in C minor" una versión de ese género de "Black Is Black".
- En 1988, el grupo de heavy metal catalán Tigres, incluyó en su disco "Take it all" una versión del tema "Black Is Black".
- En 1995, el grupo asturiano Ilegales, grabó en su disco "El corazón es un animal extraño" una versión del tema "El loco soy yo".
- En 2000, el grupo de rock bilbaíno Platero y Tú, incluyó en su disco Correos una versión del tema Pero al ponerse al sol.
- En 2004, el grupo de sludge metal malagueño Zeromotriz, incluyó en su disco "Promo 2004" una versión del tema "Black Is Black".
- En 1996, el grupo de pop madrileño La Unión, incluyó en su disco "Hiperespacio" una versión del "Black is Black".

En 1991 el cantante Puerto Riqueño Ricky Martin saca la canción Dime que me quieres otra versión de Bring a little lovin